# Weidenfeld & Nicolson
Weidenfeld & Nicolson Ltd (fundada en 1948), a menudo abreviada como W&N o Weidenfeld, es una editorial británica de ficción y libros de referencia. Desde 1991 ha sido una división del Orion Publishing Group.

## Historia
George Weidenfeld y Nigel Nicolson fundaron Weidenfeld & Nicolson en 1948 y entre otros libros destacados publicaron Lolita (1959) de Vladímir Nabokov y Portrait of a Marriage (1973) de Nicolson, una biografía sincera de su madre, Vita Sackville-West y su padre, Harold Nicolson.  En sus primeros años, Weidenfeld también publicó ensayos de Isaiah Berlin, Hugh Trevor-Roper, y Rose Macaulay, y novelas de Mary McCarthy y Saul Bellow.  Más tarde publicó títulos de líderes mundiales e historiadores, junto con ficción contemporánea y brillantes libros ilustrados.
Weidenfeld fue una de las primeras adquisiciones del grupo Orion tras su fundación en 1991, y formó el núcleo de su oferta. En aquella época los sellos de Weidenfeld & Nicolson incluían Phoenix, establecido mucho antes; y J. M. Dent, adquirido en 1988, y de esta manera, su serie Everyman. Orion fue adquirido, a su vez, por Hachette Livre en 1998. Los derechos en tapa dura de la Everyman Library se vendieron en el año 1991, y sobreviven como propiedad de Random House, las ediciones de bolsillo o en rústica de Everyman Classics siguen perteneciendo a Orion.
A finales del año 2013, W&N publicó la edición británica (y la filial de Hachette Little, Brown and Company la edición estadounidense) de I am Malala, las memorias de la adolescente de origen pakistaní Malala Yousafzai con Christina Lamb.  Malala Yousafzai es una activista por la educación femenina, y ganadora del premio Nobel de la Paz en 2014.